# Gad Ja'akobi
Gad Ja'akobi (hebrejsky: גד יעקבי, v angličtině přepisováno jako Gad Yaacobi; 18. ledna 1935 – 27. srpna 2007) byl izraelský politik, poslanec Knesetu za stranu Ma'arach, ministr izraelských vlád a izraelský velvyslanec při Organizaci spojených národů (OSN).

## Biografie
Narodil se v mošavu Kfar Vitkin v centrálním Izraeli, ještě za dob britské mandátní Palestiny. V mošavu vystudoval střední školu, po níž studoval ekonomii a politologii na Telavivské univerzitě.
V letech 1960 až 1961 byl asistentem ministra zemědělství a v letech 1961 až 1966 ředitelem centra pro plánování a ekonomický rozvoj na ministerstvu zemědělství. V roce 1965 byl jedním ze zakladatelů strany Rafi. Když se strana sloučila se Stranou práce (která tvořila alianci Ma'arach), byl jmenován do jejího vedení. Ve volbách v roce 1969 byl zvolen poslancem Knesetu a v roce 1972 byl jmenován náměstkem ministra dopravy. V roce 1974 se stal ministrem dopravy ve vládě Jicchaka Rabina a v této funkci působil až do voleb v roce 1977. Po volbách v roce 1984 byl součástí vlády Likudu a Ma'arachu, v níž až do roku 1987 zastával post ministra ekonomiky a plánování. Tehdy (1987) byl jmenován ministrem komunikací, kterým byl až do roku 1990.
Po jeho nezvolení ve volbách v roce 1992 byl jmenován izraelským velvyslancem při OSN, kde působil od září 1992 do června 1996. Po svém návratu byl jmenován předsedou Israel Electric Corporation, v jejímž čele stál do roku 1998. O dva roky později byl jmenován ředitelem Izraelské správy přístavů a železnic. Mimo to přednášel na Telavivské univerzitě a Interdisciplinary Center v Herzliji a působil v managementu několika neziskových organizací.
Napsal patnáct knih, z nichž tři byly dětské a dvě byly sbírky básní. Mimo to přispíval do několika periodik.